# Бурятія
Буря́тія — суб'єкт Російської Федерації, входить до складу Далекосхідного федерального округу. Столиця — місто Улан-Уде. Офіційна назва — Респу́бліка Буря́тія (рос. Республика Бурятия, бур. Буряад Республикын), Бурятська держава (бур. Буряад Улас). Межує з Іркутською областю, Забайкальським краєм, Тивою і Монголією. Утворена 1992. Наступниця Бурятської АРСР, утвореної 1923 року.

## Географія
Республіка розташована в центрі Азійського континенту, в Східному Сибіру, простягаючись із заходу на схід між 98°40` і 116°55'в. д. і з півночі на південь між 57°15` з. ш. і 49°55` з. ш.
Територію Бурятії обрамляє озеро Байкал. Велика територія, витягнута з півночі на південь у вигляді півмісяця, передбачає різні умови господарювання і перебування в регіоні. Республіка знаходиться на значній віддалі від центру Росії (відстань до міста Москва — 5532 км).

### Рельєф
Республіка Бурятія входить у гірську країну, що займає значну частину півдня Східного Сибіру й характеризується потужними гірськими хребтами й великими, глибокими й іноді майже замкнутими міжгірними улоговинами. Площа гір більш ніж в 4 рази перевищує площу, яку займають низовини. Для Республіки Бурятія характерна значна піднесеність над рівнем моря. Найнижчою точкою є рівень озера Байкал — 456 метрів по тихоокеанській шкалі, а найвищою — покрита льодовиками вершина Мунку-Сардик у Східних Саянах (3491 метр над рівнем моря).
Південна частина республіки, представлена Селенгинським середньогір'ям, охоплює значну частину басейну річки Селенги — основної водної артерії Байкалу, включаючи всі її великі притоки, і характеризується перевагою гір середньої висоти 1000—1500 метрів над рівнем моря.
До озера Байкал прилягають високі хребти Прибайкалля з поділяючими їх широкими міжгірськими улоговинами. У їхній пояс входить нагір'я Східного Саяну, що простягається з північного заходу на південний схід на відстань близько 1000 км при ширині в межах 200—300 км і піднімається в центральній частині хребтів більш ніж на 2500-3000 метрів. Пояс гір Прибайкалля продовжують Хамар-Дабан, Улан-Бургаси, Баргузінський, Ікатський і Байкальський хребти. Вододіли Баргузінського хребта є класичними альпійськими формами рельєфу.
Північне Прибайкалля продовжують хребти Станового нагір'я: Південно-Муйський, Північно-Муйський, Удокан, Каларський.
До північного сходу Прибайкалля примикає Вітімське плоскогір'я. Для всього Північного Прибайкалля характерне суцільне поширення вічної мерзлоти, що залягає інколи на глибині 0,5 метра й потужністю до 500—600 метрів.

### Клімат

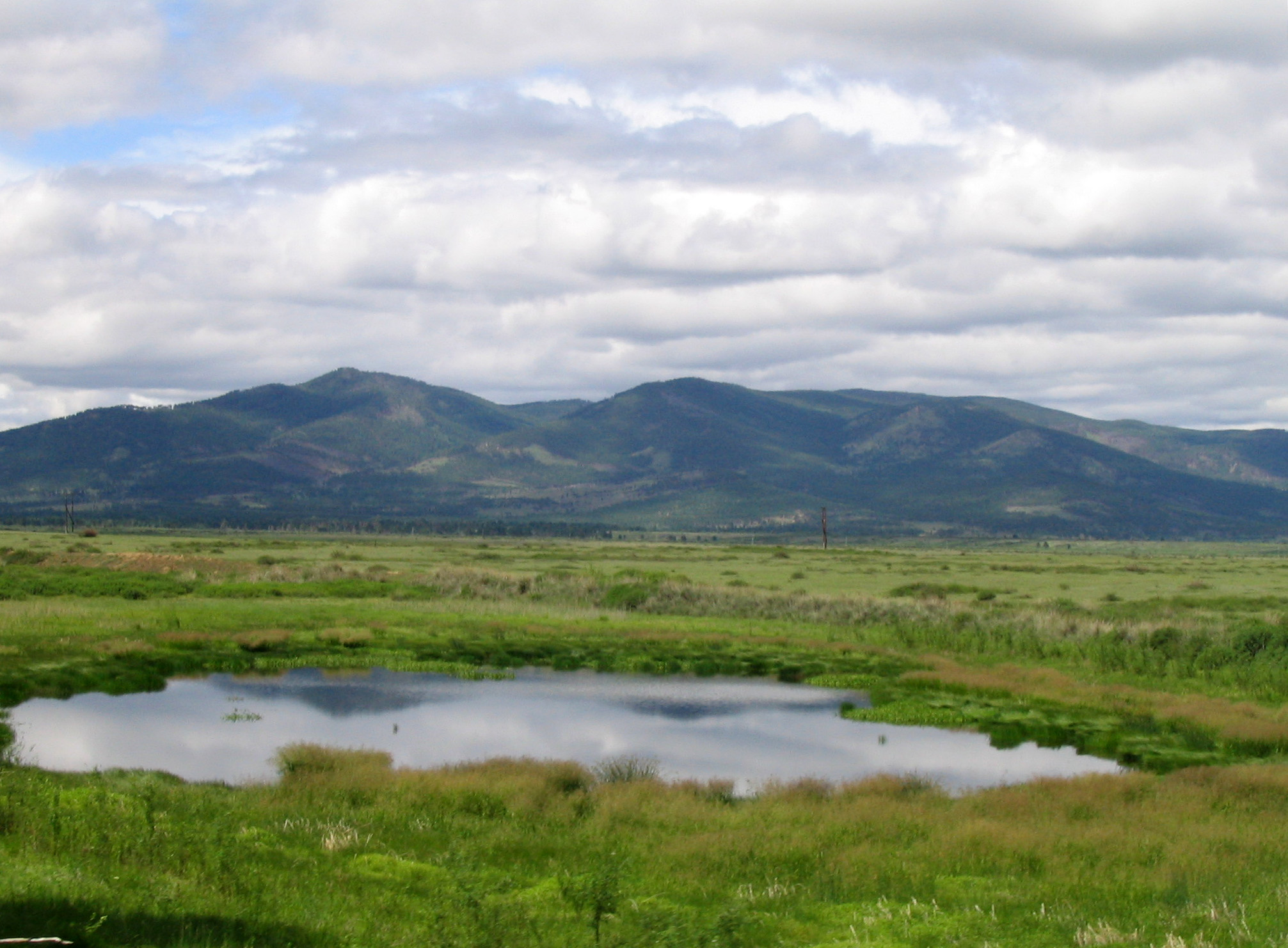
Місцевість на південь від Улан-Уде

Клімат Бурятії різко-континентальний, з холодною зимою й спекотним літом. Зима холодна, із сухим морозом і малою кількістю снігу. Весна вітряна, із заморозками і майже без опадів. Літо коротке, з спекотними днями й прохолодними ночами, з рясними опадами в липні й серпні. Осінь настає непомітно, без різкої зміни погоди, в окремі роки вона буває довгою й теплою. Середня температура влітку +18,5 °C, узимку −22 °C, а середньорічна температура −1,6 °C. За рік у середньому випадає 244 мм опадів.
У цілому клімат формується під впливом трьох контрастних компонентів: сухого й холодного клімату північних областей, спекотного й сухого — монгольських пустель і вологого — тихоокеанського.
Істотною рисою клімату Бурятії є більша тривалість сонячних днів — 1900—2200 годин, і за даним показником не уступає, а часом перевершує південні райони Росії.

### Водні ресурси
Водні ресурси Республіки Бурятія представлені поверхневими й підземними водами. Усього по її території протікає більше 30 000 річок загальною довжиною близько 150 тис. км. З них лише 25 належать до категорії більших і середніх. Таким чином, більше 99 % річок республіки становлять малі річки завдовжки менше 200 км. Річки республіки належать до трьох великих водних басейнів: озера Байкал, річок Лени й Ангари. При цьому 52 % території Бурятії розташовано в басейні озера Байкал.
Ресурси річкового стоку Бурятії становлять 98 км³; на одного мешканця припадає 94,3 тис. м³/рік (майже в 3 рази більше, ніж у середньому по Росії); на 1 км² території 279,8 тис. м³/рік. Слід зазначити, що 61 % річкового стоку республіки припадає на басейн озера Байкал.
На території республіки налічується близько 35 тис. озер загальною площею дзеркала 1795 км². До найзначніших водойм належать озера Гусине, Велике Єравне, Мале Єравне, Баунт.
На території Бурятії перебуває більша частина (60 % берегової лінії) озера Байкал.

### Рослинний і тваринний світ
Природа Бурятії унікальна за її різноманітністю. У цей час на території республіки зареєстровано 446 видів наземних хребетних. Земноводні Бурятії представлені 6-ма видами з 2 рядів. Плазунів у республіці 7 видів. В орнітофауні республіки налічується 348 видів птахів. Ссавців у Бурятії нараховано 85 видів з 7 рядів.
Озеро Байкал і навколишню його територію населяють 2500 різних видів тварин, та 250 з яких ендемічні. Символ Байкалу — нерпа. Таємницю походження цього прісноводного тюленя в озері покищо не вдалося розгадати.
Більша частина території Бурятії зайнята лісами (83 % площі). Навесні розцвітає багульник. Лікарські рослини з успіхом застосовуються в народній і тибетській медицині. У тайзі мешкають соболь, вивірка, лисиця, колонок, горностай, рись, сарна, ізюбр, лось, кабан, ведмідь.
У Червону книгу Росії і Бурятії занесені байкальський осетер, даватчан, білий байкальський харіус, таймень і лінь.

### Корисні копалини
На території Бурятії розвідано більш ніж 700 родовищ різних корисних копалин. Серед виявлених родовищ 247 золота (228 розсипних, 16 рудних і 3 комплексних). У переліку стратегічних видів мінеральної сировини знаходяться 7 родовищ вольфраму, 13 — урану, 4 — поліметалічних руд, по 2 — молібдену й берилію, по одному — олова й алюмінію. Також розвідано 8 родовищ флюориту (плавикового шпату), 10 родовищ бурого й 4 родовища кам'яного вугілля, 2 родовища азбесту, ряд родовищ нефриту і будівельної сировини, а також апатиту, фосфориту, графіту та цеолітів. Надра Бурятії містять 48 % балансових запасів цинку Росії, 24 % — свинцю, 37 % — молібдену, 27 % — вольфраму, 16 % — флюориту й 15 % — хризотил-азбесту.

## Історія
V ст. до н. е. — IV ст. н. е. — територія сучасної Бурятії заселена племенами хунну (гунами).
1206 — Темуджин, відомий світу як Чингісхан, об'єднує монгольські племена після проголошення на великому Курултаї ханом. Він формує Велику Монгольську імперію, від Адріатики до Тихого океану. Територія Забайкалля входить до Монгольської імперії.
XIV ст. — Монгольська імперія розпадається, земля бурятів входять до держави Північна Юань. Напочатку XVII ст. утворюються три монгольські держави: Халха-Монголія, Південна Монголія, Ойрато-джунгарське ханство. Забайкалля у складі Халхи.
У 1639 році y Забайкаллі з'явилися перші московити. Максим Перфільєв, піднімаючись по р. Вітім, дійшов до гирла р. Ципи. У 1647 р. Іван Похабов перейшов Байкал по льоду і, друживши з монголами, проник до Урги. Рік потому почалося стійке укорінення в область: Галкін заснував Баргузінський острог.
У 1666 році засновані Верхньоудінськ і Селенгінськ.
1689 — Підписаний Нерчинський договір між Російською державою і Маньчжурською Циньською імперією. Встановлення межі по р. Аргунь між Росією і Китаєм.
1703 — Бурятія за договором, підписаним Петром I, увійшла до складу Московської держави.
На момент приєднання до Російської імперії в Предбайкаллі та Забайкаллі проживали різні монголомовні етнічні групи, такі як баргути, хори, ехирити, булагати, ашибагати, сартули, табангути, хонгодори, ікінати, шошолоки та ін. Після проведення російсько-китайського кордону в 1729 році вищевказані монголомовні етнічні групи виявилися відрізаними від основної маси монголів, надалі з них почав формуватися бурятський народ.
У 1851 році Забайкалля, що складалося з двох округів — Верхньоудінського і Нерчинського, було виділене з Іркутської губернії і перетворене в самостійну область — Забайкальську область.
У 1884 Забайкальська область, що раніше належала до Східно-Сибірського генерал-губернаторства, увійшла до складу наново утвореного Приамурського генерал-губернаторства.
1897 — В Читі вийшла перша всебурятська газета «Жизнь на восточной окраине» російською та бурятською мовами.
1900 — Відкрито регулярний рух Забайкальською залізницею.
1918 — Забайкальський з'їзд Рад проголосив Забайкальську область губернією.
Окупаційну більшовицьку владу на території Бурятії було встановлено в лютому 1918, але вже влітку 1918 її було повалено. У Забайкаллі за підтримки японських військ встановилася військова диктатура отамана Семенова, в серпні 1918 Бурятію окупували японські війська, а в квітні 1919 — армія США.
2 березня 1920 Червона Армія за підтримки партизан окупувала Верхньоудінськ. Західна Бурятія увійшла до складу РРФСР, східна — в Далекосхідну республіку (ДСР). Верхньоудінськ в квітні — жовтні 1920 був столицею ДСР.
У 1921 році у складі ДСР була створена Бурят-Монгольська автономна область (Ачинський, Баргузінський, Хорінський і Читинський аймаки; центр — Чита).
9 січня 1922 була утворена Бурят-Монгольська автономна область у складі РРФСР (Тункинський, Аларський, Ехиріт-Булагацький, Боханський і Селенгінський аймаки; центр — Іркутськ).
Після виведення іноземних інтервентів з Далекого Сходу і самоліквідації ДСР (у листопаді 1922) обидві автономні області об'єдналися і 30 травня 1923 була утворена Бурят-Монгольська Автономна Радянська Соціалістична Республіка (із столицею в м. Верхньоудінськ) у складі Російської Радянської Федеративної Соціалістичної Республіки. Ця дата вважається днем утворення Республіки Бурятія.
30 липня 1930 — Утворений Східно-Сибірський край (краєвий центр — Іркутськ), до складу якого увійшла Бурят-Монгольська АРСР.
У 1934 Верхньоудінськ перейменований в Улан-Уде.
5 грудня 1936 Східно-Сибірський край був розділений на Східно-Сибірську область (столиця — Іркутськ) і Бурят-Монгольську АРСР (столиця — Улан-Уде).
26 вересня 1937 року при розділенні Східно-Сибірської області на Іркутську і Читинську області зі складу Бурят-Монгольської АРСР виділені Усть-Ординський і Агінський Бурятські автономні округи.
7 липня 1958 — Бурят-Монгольська АРСР указом Президії Верховної Ради СРСР перейменована в Бурятську АРСР.
З 1992 Бурятія — республіка у складі Російської Федерації.

## Населення
Населення — 960 тис. осіб (2007). Щільність — 2,73 осіб/км² (2007), питома вага міського населення — 46,0 % (2007).
Найчисленніші національності за переписом 2010 року
| народ    | чисельність | частка |
| -------- | ----------- | ------ |
| росіяни  | 630 800     | 64,9 % |
| буряти   | 286 800     | 29,5 % |
| татари   | 6 800       | 0,7 %  |
| українці | 5 600       | 0,7 %  |
| сойоти   | 3 600       | 0,4 %  |
| евенки   | 2 900       | 0,3 %  |

Національний склад населення районів та міст Бурятії за переписом 2010 року
|                             | населення | росіяни | буряти | татари | українці | сойоти | евенки |
| --------------------------- | --------- | ------- | ------ | ------ | -------- | ------ | ------ |
| м. Улан-Уде                 | 391 460   | 61,5    | 32,6   |        | 0,6      |        |        |
| м. Сєверобайкальськ         | 24 650    | 81,4    | 3,8    | 1,1    | 3,6      |        | 0,5    |
| Баргузінський район         | 23 290    | 75,0    | 22,2   | 0,8    |          |        |        |
| Баунтовський район          | 9 662     | 77,4    | 13,3   | 0,5    | 0,7      |        | 6,1    |
| Бічурський район            | 25 197    | 86,5    | 12,0   |        |          |        |        |
| Джидинський район           | 28 443    | 54,3    | 42,2   | 1,4    |          |        |        |
| Єравнинський район          | 18 639    | 43,2    | 54,9   | 0,5    |          |        |        |
| Заіграєвський район         | 49 229    | 82,5    | 13,4   | 1,5    | 0,5      |        |        |
| Закаменський район          | 28 221    | 31,6    | 63,6   |        |          |        | 1,3    |
| Іволгинський район          | 37 793    | 37,1    | 60,0   |        |          |        |        |
| Кабанський район            | 58 605    | 91,5    | 5,0    |        |          |        |        |
| Кіжингинський район         | 16 513    | 36,2    | 61,8   | 0,7    |          |        |        |
| Курумканський район         | 14 945    | 29,8    | 65,7   | 0,7    |          |        | 2,7    |
| Кяхтинський район           | 36 423    | 70,9    | 24,8   | 1,0    |          |        |        |
| Муйський район              | 13 136    | 82,5    | 5,6    | 1,0    | 3,5      |        |        |
| Мухоршибірський район       | 24 044    | 79,0    | 17,4   | 1,0    |          |        |        |
| Окинський район             | 5 328     | 6,0     | 33,2   |        |          | 60,2   |        |
| Прибайкальський район       | 26 794    | 93,7    | 2,2    |        |          |        |        |
| Північно-Байкальський район | 14 026    | 84,1    | 2,2    | 1,0    | 2,4      |        | 5,7    |
| Селенгинський район         | 44 536    | 60,3    | 34,4   | 1,5    | 0,5      |        |        |
| Тарбагатайський район       | 16 449    | 91,8    | 6,0    |        |          |        |        |
| Тункинський район           | 22 668    | 33,5    | 64,2   |        |          |        |        |
| Хоринський район            | 18 351    | 61,0    | 34,6   | 1,6    |          |        |        |

## Адміністративний поділ

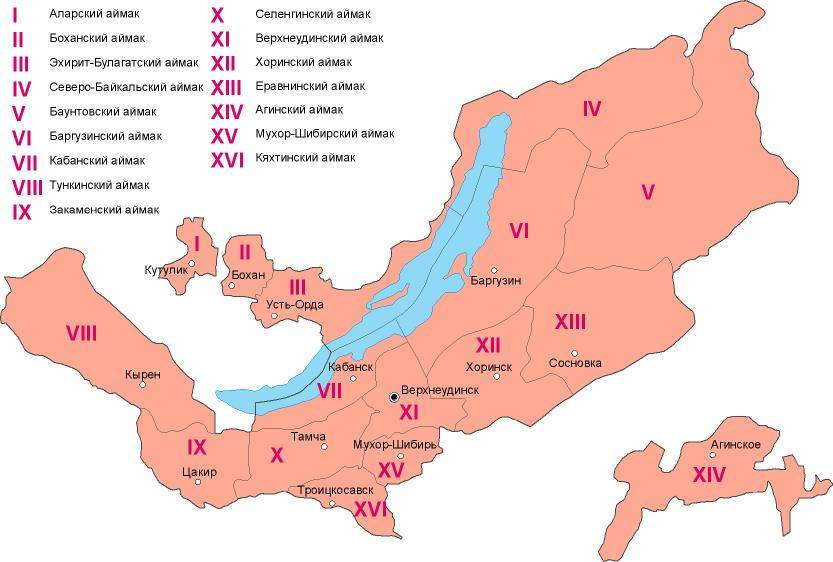
Еволюція Бурятії: старі кордони

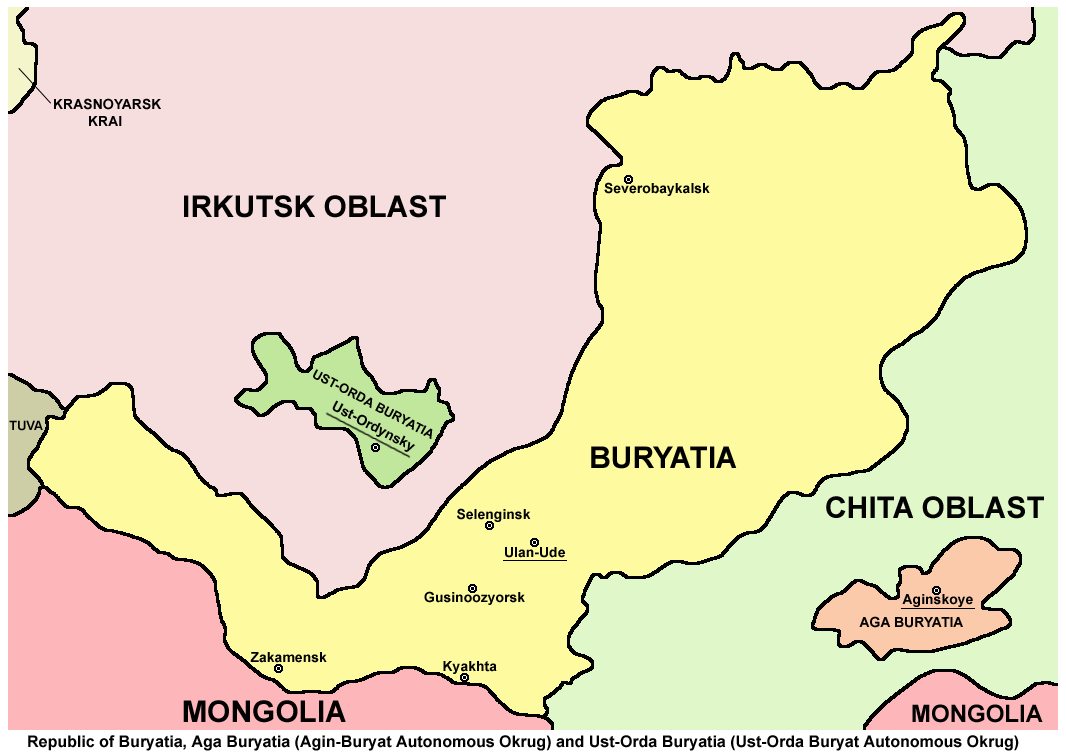
У 1937 році Бурятія була розділена на власне Бурятію, два автономні округи, а також райони та селища, які без жодного автономного статусу були включені до складу сусідніх областей

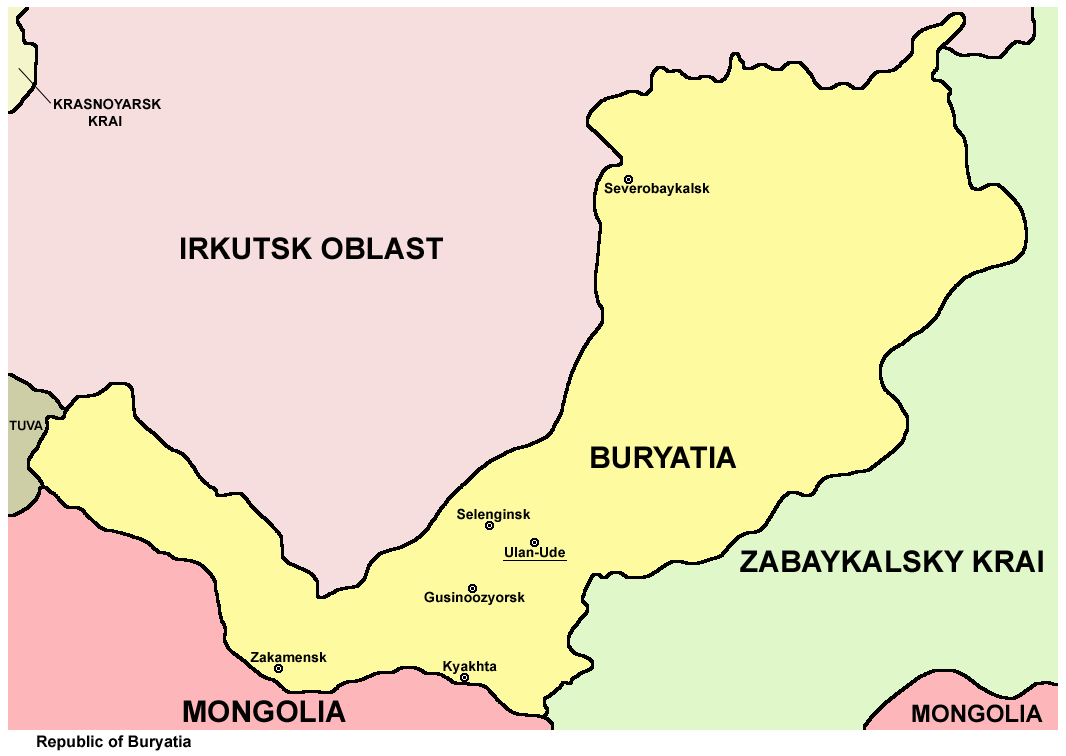
В середині 2000-х національні бурятські округи було ліквідовано

У Бурятії 6 міст, 21 адміністративний район, 29 селищ міського типу й 614 сільських населених пунктів.
- Баргузинський район
- Баунтовський евенкійський район
- Бичурський район
- Джидинський район
- Єравнинський район
- Заіграєвський район
- Закаменський район
- Іволгинський район
- Кабанський район
- Кіжингинський район
- Курумканський район
- Кяхтинський район
- Муйський район
- Мухоршибірський район
- Окинський район
- Прибайкальський район
- Північно-Байкальський район
- Селенгинський район
- Тарбагатайський район
- Тункинський район
- Хоринський район

## Економіка

### Інфраструктура
Територією республіки проходять Транссибірська залізниця (м. Улан-Уде — вузлова станція Східно-Сибірської залізниці), Байкало-Амурська магістраль, автомагістралі федерального значення. Протяжність залізничних колій в Бурятії становить 2044 км. Експлуатаційна довжина автомобільних шляхів — близько 10 тис. км.
У той же час більша частина території Бурятії характеризується украй слаборозвиненою внутрішньою комунікаційною інфраструктурою, відсутністю залізничного сполучення, автомобільних шляхів з покриттям; повітряне сполучення також утруднене унаслідок зносу парку регіональних літаків і інфраструктури місцевих аеропортів.
У Бурятії є всього один достатньо сучасний аеропорт (Міжнародний аеропорт міста Улан-Уде), але і він має ряд обмежень щодо повітряного транспорту.
Основні продуктивні сили зосереджені в місті Улан-Уде, де є транспортні і інженерні комунікації, зв'язки, інші об'єкти інфраструктури, які забезпечують можливість економічного розвитку. Вони ж створюють умови для розвитку транспортних зв'язків не тільки з регіонами Росії, але і європейськими країнами, країнами Південно-Східної Азії.

### Промисловість
Провідною сферою економіки республіки є промисловість, що забезпечує виробництво близько 27 % валового регіонального продукту. До 30 % трудових ресурсів матеріального виробництва припадає на промисловість. Всього в промисловості налічується трохи більше 1600 підприємств. Основу галузі утворюють приблизно 147 крупних і середніх підприємств, на яких зосереджений її основний виробничий потенціал і зайнято близько 52,3 тис. осіб. Промисловість випереджає інші галузі господарства за чисельністю зайнятих, випуском продукції, об'ємом основних фондів.
Основними галузями промисловості є машинобудування і металообробка, електроенергетика, лісова, деревообробна і целюлозно-паперова промисловість, кольорова металургія, паливна, харчова і легка промисловість.
В даний час Бурятія виробляє і експортує: авіаційну техніку, мостові металеві конструкції, деревину і целюлозу, вовняні тканини, будівельні матеріали, електроустаткування, м'ясні консерви, макарони, лікерогорілчані вироби і багато іншого.

### Туристично-рекреаційна особлива економічна зона «Байкал»
Ухвалою Уряду Російської Федерації від 3 лютого 2007 р. № 68 на території муніципального утворення «Прибайкальський район» Республіки Бурятія створена туристично-рекреаційна особлива економічна зона «Байкал».
Особлива економічна зона туристично-рекреаційного типу «Байкал» планується як всесезонний курорт світового рівня з високорозвинутою інфраструктурою площею 700 км².
ОЕЗ «Байкал» позиціонується як центр туризму на сході Росії і ключовий туристичний напрям і об'єкт транскордонного маршруту «Східне кільце» для країн Північно-Східної Азії. До 2027 року планується понад 1 млн відвідувань за рік, зокрема 20 % — з-за кордону.

### Сільське господарство

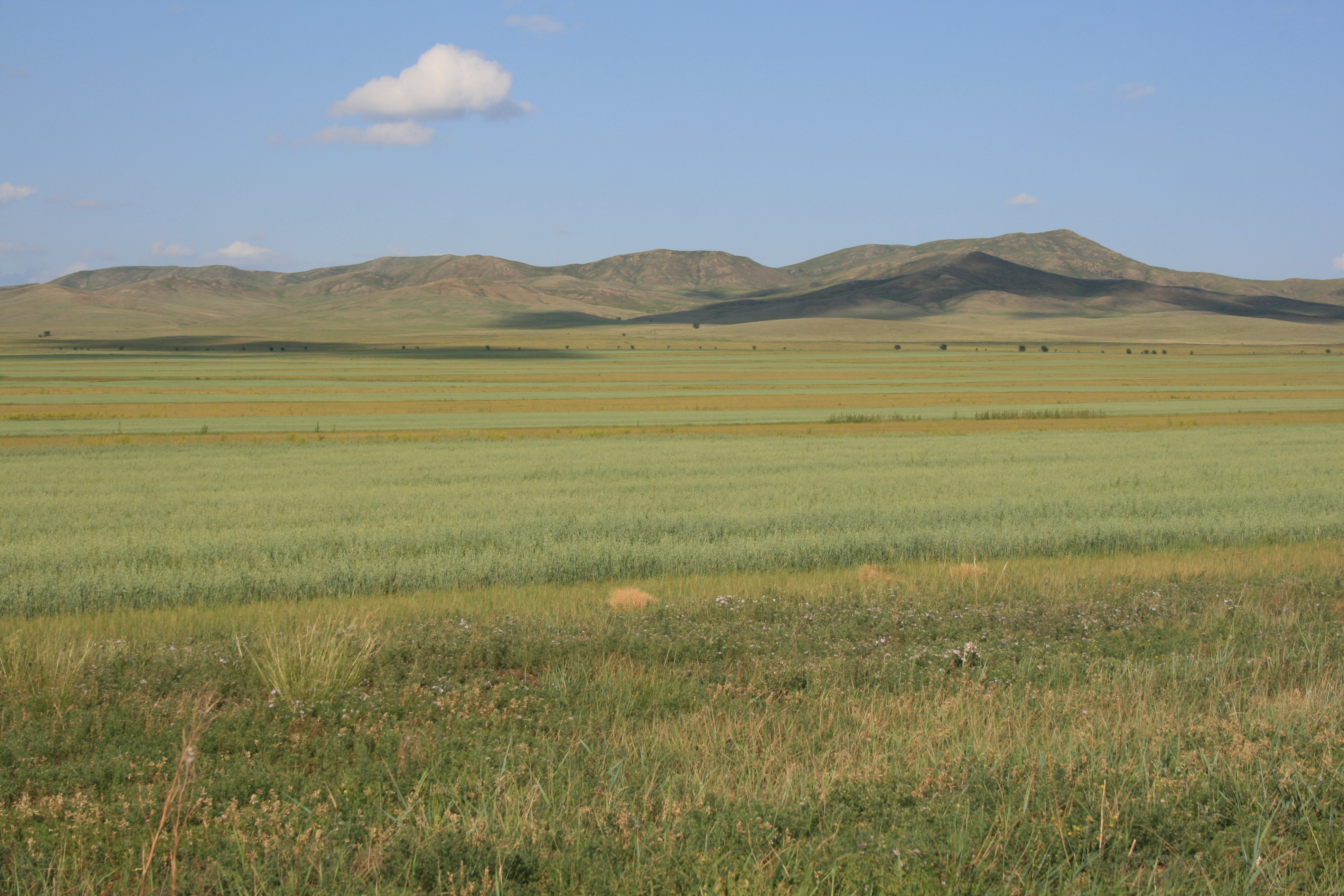
Боргойська долина відома на всю Росію смачним м'ясом — бараниною

Попри те, що регіон належить до зони ризикованого землеробства, в агропромисловому комплексі Бурятії виробляється значна частина необхідного їй продовольства. Місцеві ресурси сільськогосподарської сировини формують основу харчової промисловості Бурятії, представленої підприємствами з виробництва м'ясної, молочної, рибної, борошномельно-круп'яної, комбікормової, лікеро-горілчаної продукції, кондитерських та деяких інших виробів.
В агропромисловому комплексі Республіки Бурятія створюється близько 10 % ВРП, працює 9,8 % зайнятого населення. Після значного спаду виробництва в 1992-1998 рр. основні показники галузі знаходяться у стабільно-стагнуючому стані. В 1999–2005 рр.. спостерігався відтік кадрів, який уповільнився на теперішній час.
Площа сільськогосподарських угідь — 3154000 га, в тому числі ріллі — 847 тис. га. У структурі земельних угідь найпитомішу вагу займають сінокіс і пасовища. Землі характеризуються невисокою родючістю ґрунту, схильні до вітрової та водної ерозії. 82 % сільськогосподарських угідь, 92 % поголів'я великої рогатої худоби знаходиться у приватній власності. Державні сільськогосподарські підприємства, що належать до федеральної і республіканської власності, займають 8,7 % угідь.
У 2006 році в господарствах всіх категорій вироблено продукції на 10,4 млрд руб.

## Державна влада
Державну владу здійснює Президент, Народний Хурал, Уряд і суди. Президент є головою республіки, її вищим посадовцем і одночасно Головою Уряду. Законодавча влада здійснюється парламентом республіки — Народним Хуралом. Основний закон Республіки — Конституція Республіки Бурятія.
З 22 вересня 2017 року посаду голови Бурятії займає Олексій Циденов.

## Засоби масової інформації
На 1 січня 2007 року в Бурятії було зареєстровано 297 засобів масової інформації: 154 газети, 69 журналів, 39 телепрограм, 23 радіопрограми, 10 інформаційних агентств.
Наразі найтиражнішими газетами є наступні:
- Информ-полис
- Молодёж Бурятии
- Московский комсомолец в Бурятии
- Правда Бурятии
- Буряад үнэн
- Пятница
- Центральная газета

### Телебачення й радіо
Радіомовлення бурятською мовою ведеться з 1934 року. В 1961 році почав працювати телецентр в Улан-Уде. З 1967 року ретранслюються московські телепрограми через наземну прийомну станцію «Орбіта».
Телеканали:
- Тівіком
- Аріг-Ус
- Бурятська державна телерадіокомпанія